# ハピネス (AIの曲)
「ハピネス」は、AIが2011年にEMIミュージック・ジャパンから発売した楽曲である。作詞はAIで、作曲AIとUTAの共作。コカ・コーラ2011クリスマスキャンペーンのTVCMソングで、以降2015年までの5年連続で同キャンペーンのタイアップ曲として使用された。なお、日本オリジナル楽曲がコカ・コーラのCMソングとして起用されたのは約10年ぶりとなった。
総ダウンロード数は300万件に及び、「Story」（500万ダウンロード）に次ぐAIの代表曲として知られている。
日本レコード協会からは、2011年12月度にゴールド認定、2012年2月度にプラチナ認定、2012年12月度にダブル・プラチナ認定を受けた（全てPC配信）。

## リリース
2011年11月7日に本作の着うた、11月18日に着うたフルの配信が開始。12月24日にEMIミュージック・ジャパンへの移籍第1弾シングルとして、ジャクソンズとのコラボ曲「Letter In The Sky」との両A面シングル『ハピネス/Letter In The Sky feat.The Jacksons』（品番 : TOCT-40366）を発売。「CD+DVD」形態でのリリースで、DVDには表題2曲のミュージック・ビデオと日本武道館で開催された『伝説NIGHT』のダイジェスト・トレーラー映像が収録された。
2012年6月13日にMighty Crownによってレゲエ調のリミックスが施された「ハピネス - Reggae Summer Remix by Mighty Crown」、11月7日にEP『ハピネス』、12月5日に「ハピネス - スマイル・バージョン」のCMエディット版を配信限定で発売。
2013年11月6日にコカ・コーラ2013 - 2014クリスマスキャンペーンソング「ハピネス - あげようバージョン」を配信限定で、12月11日に「ハピネス」の全バージョンを収録したシングル『ハピネス - ギフトパック』（品番 : TYCT-60018）を発売した。「CD+DVD」形態でのリリースで、全3バージョンのミュージック・ビデオとメイキング映像が収録された。

## ミュージック・ビデオ
コカ・コーラのキャンペーンソングとして使用された3バージョンは、それぞれミュージック・ビデオが制作された。
2011年のキャンペーンソングとして使用されたオリジナルバージョンのミュージック・ビデオは、CMの舞台となった高校で撮影されたもので、映像内ではAIが掃除婦、校長、コカ・コーラの営業マンのコスプレを披露したほか、映像の最後では学校の生徒共に合唱を披露した。
2012年のキャンペーンソングとして使用された「ハピネス - スマイル・バージョン」のミュージック・ビデオは、横浜で撮影されたもので、特設サイトからの応募者を含む1000人での合唱やFreFlowを駆使して作られた全長32mの巨大なクリスマスツリーが特徴となっている。
2013年のキャンペーンソングとして使用された「ハピネス - あげようバージョン」のミュージック・ビデオは、2011年の東日本大震災発生時に犠牲者への祈りを捧げていたというケニアのオロボソイト小学校の生徒達への恩返しとして企画され、同年のキャンペーンテーマである「あげる喜び＝ハッピーをあげよう。」を主体とした映像となっている。

## チャート成績
シングル『ハピネス/Letter In The Sky feat.The Jacksons』は、2012年1月2日付のオリコン週間シングルランキングで初登場14位、2011年12月26日付のBillboard Japan Top Singles Salesチャートで初登場13位を獲得。シングル『ハピネス - ギフトパック』は、2013年12月23日付のオリコン週間シングルランキングで初登場139位を獲得した。
なお、楽曲単体ではBillboard Japan Hot 100チャートにおいて、2011年12月26日付で最高4位を獲得し、2012年度の年間ランキングで5位を獲得するなど大ヒットとなった。

## 収録内容
特記がない限り、作詞はAI、作曲はAIとUTA
| #         | タイトル     | 作詞 | 作曲・編曲 | 時間 |
| --------- | ------------ | ---- | ---------- | ---- |
| 1.        | 「ハピネス」 |      |            | 4:17 |
| 合計時間: | 合計時間:    | 4:17 |            |      |

| #         | タイトル                                  | 作詞      | 作曲                       | 時間 |
| --------- | ----------------------------------------- | --------- | -------------------------- | ---- |
| 1.        | 「ハピネス」                              |           |                            | 4:17 |
| 2.        | 「Letter In The Sky」(feat. The Jacksons) |           | AI King David "The Future" | 4:44 |
| 合計時間: | 合計時間:                                 | 合計時間: | 9:01                       |      |

| #  | タイトル                                                                             | 作詞 | 作曲・編曲 |
| -- | ------------------------------------------------------------------------------------ | ---- | ---------- |
| 1. | 「ハピネス」(Music Video)                                                            |      |            |
| 2. | 「Letter In The Sky」(Music Video)                                                   |      |            |
| 3. | 「「伝説NIGHT」at 日本武道館 with 超SPECIAL GUEST大勢!!!」(ダイジェスト・トレーラー) |      |            |

| #         | タイトル                                           | 作詞 | 作曲・編曲 | 時間 |
| --------- | -------------------------------------------------- | ---- | ---------- | ---- |
| 1.        | 「ハピネス - Reggae Summer Remix by Mighty Crown」 |      |            | 5:03 |
| 合計時間: | 合計時間:                                          | 5:03 |            |      |

| #         | タイトル                                           | 作詞  | 作曲・編曲 | 時間 |
| --------- | -------------------------------------------------- | ----- | ---------- | ---- |
| 1.        | 「ハピネス - スマイル・バージョン」                |       |            | 4:23 |
| 2.        | 「ハピネス」                                       |       |            | 4:17 |
| 3.        | 「HAPPINESS - English Version」                    |       |            | 4:16 |
| 4.        | 「ハピネス - Reggae Summer Remix by Mighty Crown」 |       |            | 5:03 |
| 5.        | 「ハピネス (LIVE in BUDOKAN 2012)」                |       |            | 5:28 |
| 6.        | 「ハピネス - Karaoke Mix」                         |       |            | 4:17 |
| 合計時間: | 合計時間:                                          | 27:44 |            |      |

| #         | タイトル                          | 作詞 | 作曲・編曲 | 時間 |
| --------- | --------------------------------- | ---- | ---------- | ---- |
| 1.        | 「ハピネス - あげようバージョン」 |      |            | 4:13 |
| 合計時間: | 合計時間:                         | 4:13 |            |      |

| #         | タイトル                                           | 作詞             | 作曲・編曲 | 時間 |
| --------- | -------------------------------------------------- | ---------------- | ---------- | ---- |
| 1.        | 「ハピネス」                                       |                  |            | 4:17 |
| 2.        | 「ハピネス - スマイル・バージョン」                |                  |            | 4:26 |
| 3.        | 「ハピネス - あげようバージョン」                  |                  |            | 4:16 |
| 4.        | 「HAPPINESS - English Version」                    | AI Latisha Hyman |            | 4:18 |
| 5.        | 「ハピネス - Reggae Summer Remix by Mighty Crown」 |                  |            | 5:05 |
| 6.        | 「ハピネス - Karaoke Mix」                         |                  |            | 4:17 |
| 7.        | 「ハピネス - スマイル・バージョン - Karaoke Mix」  |                  |            | 4:26 |
| 8.        | 「ハピネス - あげようバージョン - Karaoke Mix」    |                  |            | 4:13 |
| 合計時間: | 合計時間:                                          | 合計時間:        | 35:18      |      |

| #  | タイトル                                              | 作詞 | 作曲・編曲 |
| -- | ----------------------------------------------------- | ---- | ---------- |
| 1. | 「ハピネス」(Music Video 2011)                        |      |            |
| 2. | 「ハピネス - スマイル・バージョン」(Music Video 2012) |      |            |
| 3. | 「ハピネス - あげようバージョン」(Music Video 2013)   |      |            |
| 4. | 「ハピネス - あげようバージョン」(メイキングビデオ)   |      |            |

## 収録アルバム
特記がない限り、2011年バージョンでの収録。
- INDEPENDENT
  - 『INDEPENDENT - DELUXE EDITION』にボーナス・トラックとして「ハピネス - Reggae Summer Remix by Mighty Crown」「ハピネス - スマイル・バージョン」が追加収録されている。
- THE BEST
- MOTTO MORIAGARO（2011年バージョン、あげようバージョン）
- 感謝!!!!! Thank you for 20 years NEW&BEST

## リリース日一覧
| 発売日         | タイトル                                               | 規格                                 | 規格品番   |
| -------------- | ------------------------------------------------------ | ------------------------------------ | ---------- |
| 2011年11月7日  | ハピネス                                               | デジタル・ダウンロード（着うた）     |            |
| 2011年11月18日 | ハピネス                                               | デジタル・ダウンロード（着うたフル） |            |
| 2011年12月14日 | ハピネス/Letter In The Sky feat. The Jacksons          | CD+DVD                               | TOCT-40366 |
| 2012年6月13日  | ハピネス - Reggae Summer Remix by Mighty Crown         | デジタル・ダウンロード               |            |
| 2012年11月7日  | ハピネス                                               | デジタル・ダウンロード               |            |
| 2012年12月5日  | ハピネス - スマイル・バージョン (コカ・コーラ CM EDIT) | デジタル・ダウンロード               |            |
| 2013年11月6日  | ハピネス - あげようバージョン                          | デジタル・ダウンロード               |            |
| 2013年12月11日 | ハピネス - ギフトパック                                | CD+DVD                               | TYCT-60018 |

## カバー・バージョン

### 瑛人によるカバー
日本のミュージシャン瑛人がカバーしたバージョンが配信限定シングルとしてA.S.A.Bより2020年11月11日に各音楽配信サービスにてリリースされた。瑛人によるカバー・バージョンは「コカ･コーラ」ウィンターキャンペーン2020 TV-CMソングとなっている。瑛人にとっては5作目の配信限定シングルである。
2021年1月1日発売のオリジナル・アルバム『すっからかん』で初CD化。

### その他のアーティストによるカバー
- 三浦大知 - 2020年11月9日に放送のTBS系『CDTVライブ!ライブ!』で歌唱[21]。